# Linia kolejowa nr 912
Linia kolejowa nr 912 – niezelektryfikowana, jednotorowa linia kolejowa łącząca stację Zabłotczyzna ze stacją przeładunkową paliw naftowych (na tor normalny oraz cysterny samochodowe) Oskierki.

## Galeria

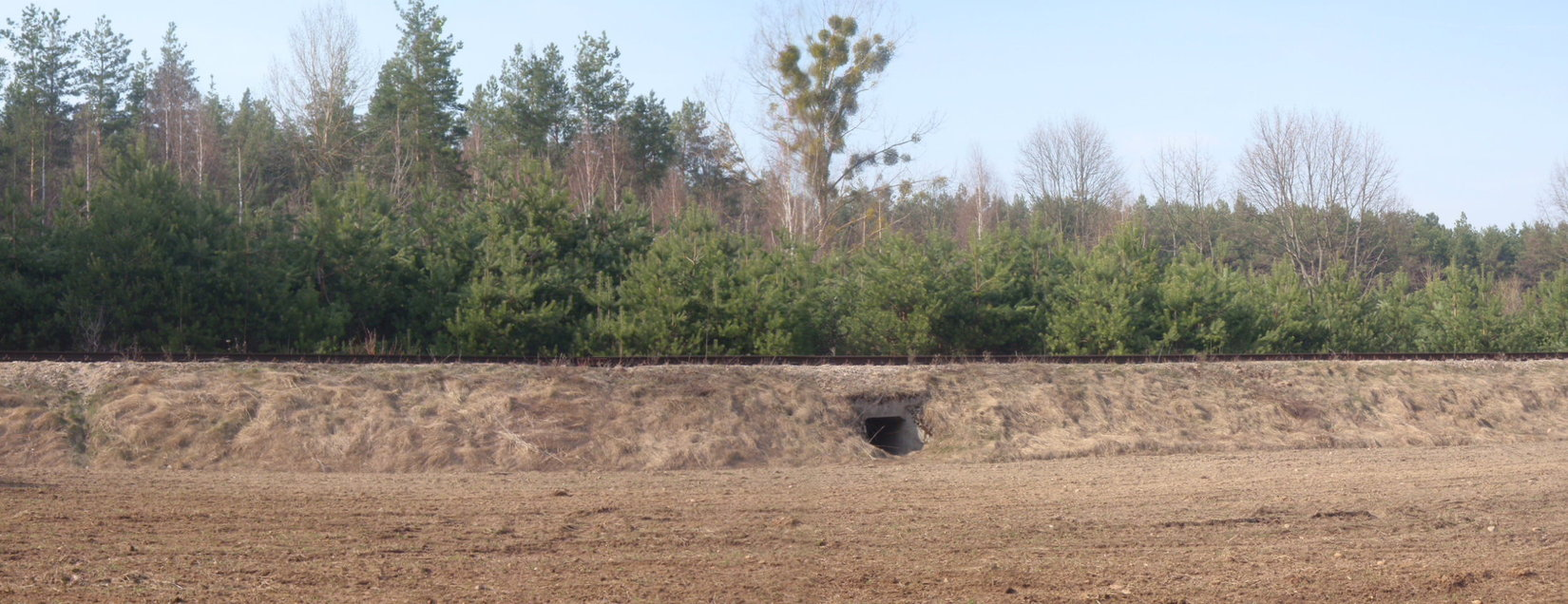
fragment toru linii nr 912
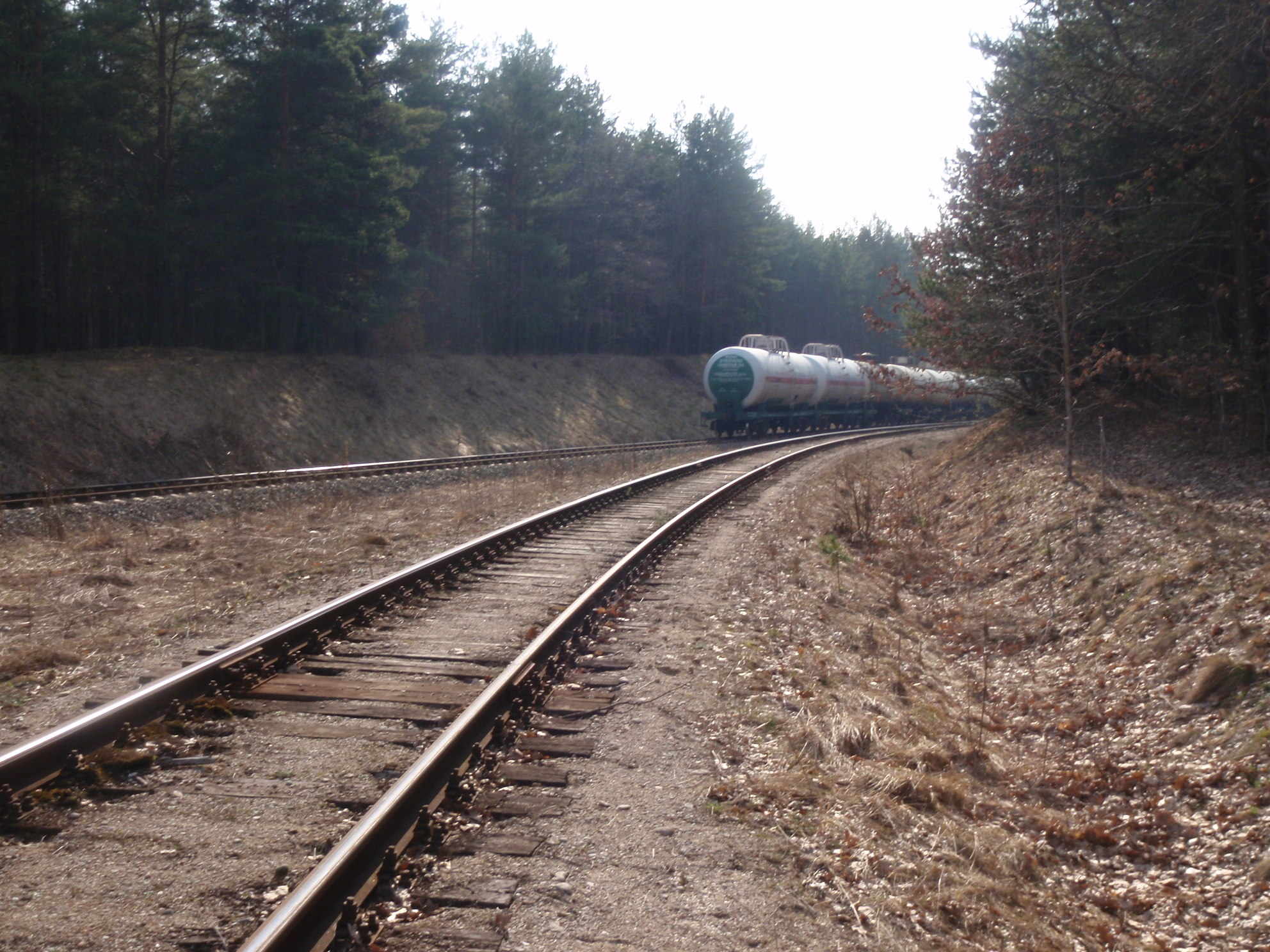
stacja Zabłotczyzna, wjazd linią nr 912 od strony Oskierek
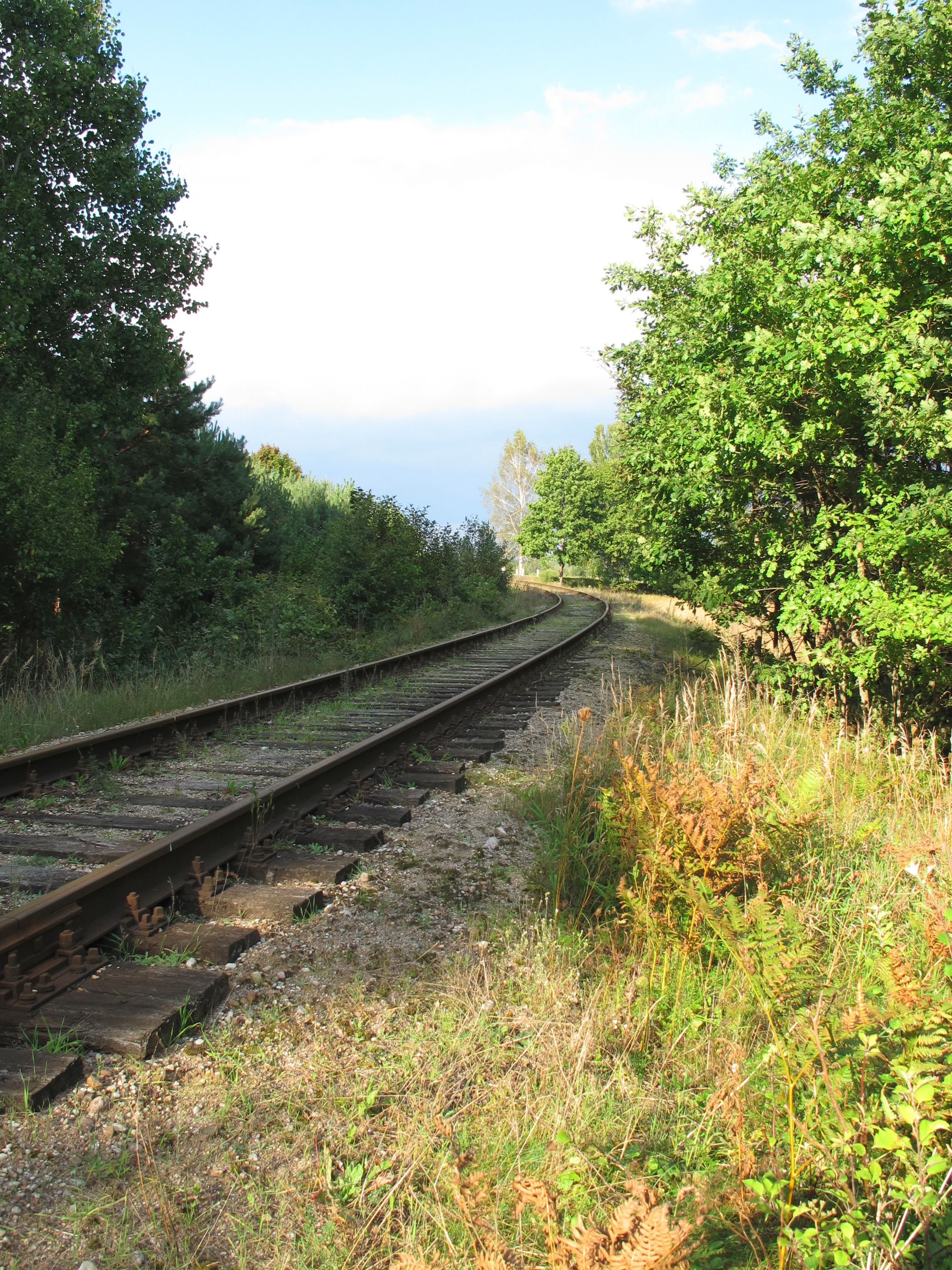
Linia nr 912 w pobliżu Zabłotczyzny